# Antoinette de Turenne

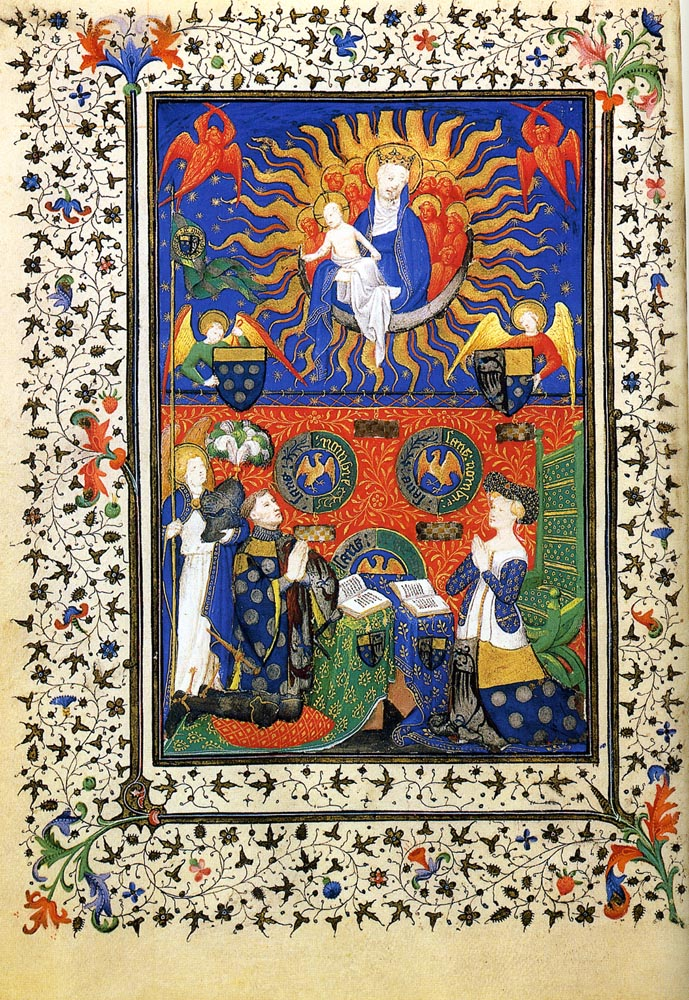
Antoinette de Turenne und Jean Le Meingre im Gebet, Stundenbuch des Jean de Boucicaut, Boucicaut-Meister, 15. Jahrhundert

Antoinette de Turenne (* 1380; † 14. Juli 1416 in Alès), Vizegräfin von Turenne, war die Tochter von Raimond VIII. de Turenne und Marie d’Auvergne, Comtesse de Boulogne. Sie war die Großnichte von Papst Gregor XI., Cousine von Alix des Baux und Jeanne II d’Auvergne, sowie Ehefrau von Jean II. Le Maingre, genannt Boucicaut, Marschall von Frankreich.

## Leben
Antoinette verbrachte ihre Kindheit in Meyrargues bei ihrer Großmutter Aliénor de Comminges. Zu Beginn des Jahres 1393 planten Papst Clemens VII., Marie de Blois, Gräfin von Provence, sowie ihr Großvater Guillaume III. Roger de Beaufort, sie zu verheiraten. Es wurde Charles du Maine als Ehemann vorgeschlagen, den jüngeren Sohn der Gräfin, doch Raimond de Turenne lehnte ab: er sei nicht der Mann, der vor seinem Schwiegersohn niederknien werde. König Karl VI. und der französische Hof mischten sich ein und schlugen ihrerseits Jean II. Le Meingre vor, genannt Boucicaut, der 1391 Marschall von Frankreich geworden war.
Dieser Vorschlag fand die Zustimmung Raimond de Turennes, die Hochzeit wurde am Vorabend des Weihnachtsfestes 1393 in der Burgkapelle in Les Baux-de-Provence gefeiert. Antoinette war 13 Jahre alt, ihr Ehemann 27. Der Marschall erhielt als Mitgift die Grafschaft Alès, die Baronie Anduze, sowie die Lehen Portes-Bertrand und Saint-Étienne-Vallée-Française. In Bezug auf sich bestätigte Boucicaut, dass er bereit sei, den Streit seines Schwiegervaters mit Odon de Villars und Alix des Baux (der Nichte des Vicomte) zu unterstützen und ihm sogar sein Schloss Boulban am 1. April 1394 abzutreten. Was er aber niemals tat.
Im Gegenteil: Boucicaut hatte am 15. November 1394 Königin Maria das Geschenk der Grafschaft Beaufort von Guillaume III. annehmen lassen. Dann wurde der Marschall im Jahre 1399 angeklagt, Les Baux und Roquemartine gräfliche Herrschaft zurückzugeben. Zu diesem Zweck schaffte er es, die Söldner des Viscoomte nach Konstantinopel zu schicken.

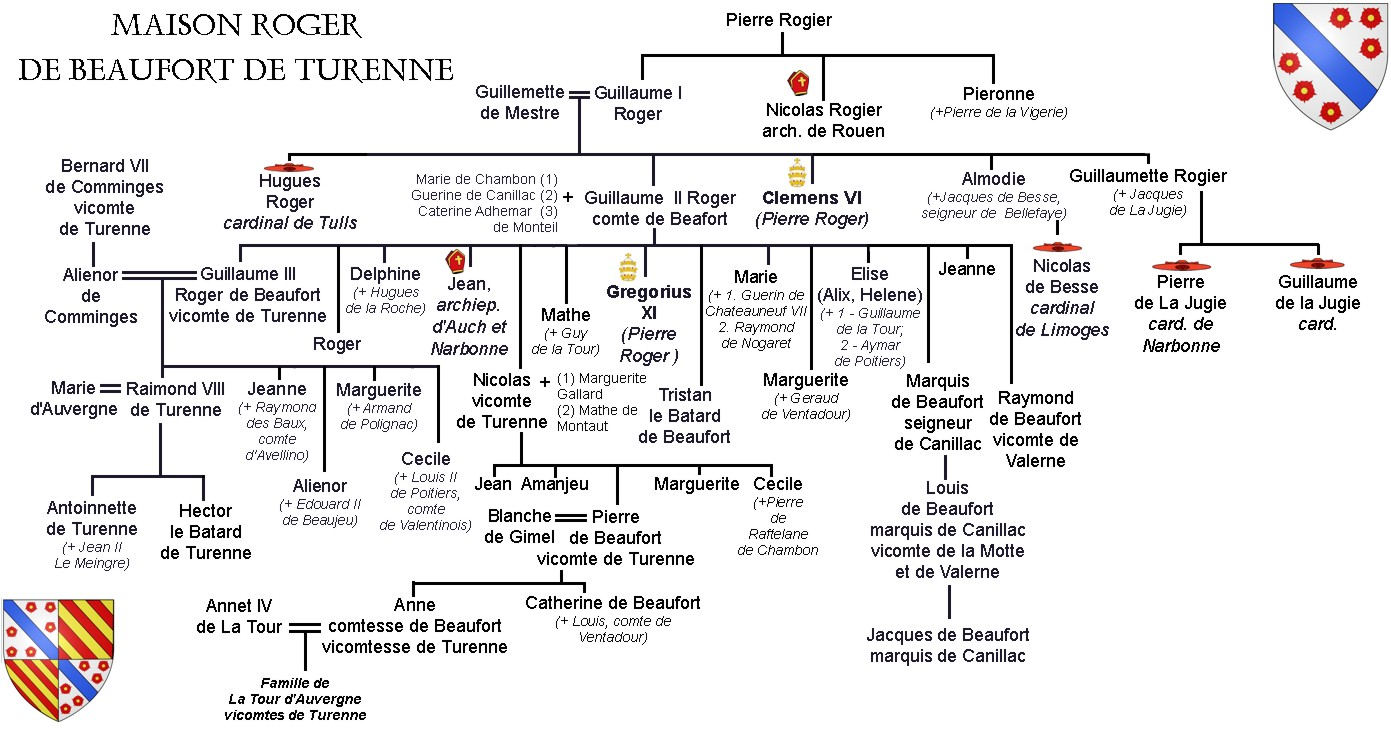

Die Vernunftheirat selbst wurde jedoch ein Erfolg. Boucicaut liebte Antoinette. Zweifellos trug das fromme Leben, das das Paar führte, viel dazu bei. Die Marschallin lebte auf der Burg Alès, später, als Boucicaut 1403 Gouverneur von Genua geworden war, folgte sie ihm nach Ligurien, wo sie neun Jahre residierte. Die Legende besagt, dass dieser strenge Krieger, ein Bekenner der Frömmigkeit, aber ein sehr tapferer Mann, für sie Lais und Sonette verfasste, die heute ausgegossen ist, die heute als apokryph angesehen werden. Sicher ist, dass seit seiner Rückkehr von der Schlacht bei Nikopolis den Orden der "weißen Dame mit dem grünen Schild" zu Ehren seiner Frau geschaffen hat.
Ihr einziges Kind, der Sohn Jean, starb jung, kurz vor 1413, und wurde in der Kirche Saint-Nicolas in Pertuis bestattet.
1413, durch den Tod ihres Vaters, wurde Antoinette Vicomtesse de Turenne. Am 12. März trafen sich Boucicaut und Antoinette auf der Burg Castelnau-Bretenoux in der Vizegrafschaft Turenne. Am 4. April 1413 nannte Boucicaut sich Vicomte de Turenne. Am 3. Juni erteilten die Konsuln von Brive dem Juristen Pierre Régis und dem Notar Pierre Raynal le Jeune Vollmacht, „die Differenzen mit dem mächtigen Herrn Boucicaut, Marschall von Frankreich, und der Dame Antoinette, Vicomtesse de Turenne, beizulegen.“.
Im Oktober 1415 geriet Boucicaut nach der Schlacht von Azincourt in Gefangenschaft. Antoinette starb am 14. Juli 1416 auf Burg Alès. Boucicaut starb in England fünf Jahre später. Das Paar ist in der Basilika Saint-Martin de Tours bestattet.